# Érase una vez en Venezuela, Congo Mirador
Érase una vez en Venezuela, Congo Mirador es una película documental venezolana de 2020 dirigida por Anabel Rodríguez Ríos. Fue elegida como candidata de Venezuela al Óscar a la mejor película internacional en la 93.ª edición de los Premios Óscar, pero finalmente no fue nominada.

## Sinopsis
Los habitantes del Congo Mirador, en los alrededores del lago de Maracaibo, viven con la corrupción y la contaminación que amenaza sus hogares.